# Gravid (tidning)
Gravid är en svensk tidskrift, ägd av  Bonnier AB och utgiven av Bonnier Tidskrifter. Magasinet riktar sig till gravida kvinnor och nyblivna mödrar.